# 숙빈 임씨
숙빈 임씨(肅嬪 林氏, ? ~ ?)는 조선의 추존왕 장조(사도세자)의 후궁으로, 철종의 증조모이다. 남연군이 은신군의 양자가 되었으므로, 고종의 양 고조모도 된다. 생전 직책은 세자의 후궁인 양제(良娣)였다. 1899년(고종 36년) 사도세자가 장종(莊宗)으로 추존되면서 빈으로 승격되어 숙빈에 추증되었다. 본관은 부안 임씨이다. 휘는 유혜이다.
궁인으로 입궁했다가 1752년 무렵 사도세자의 눈에 들어 그의 후궁이 되었다. 정확한 일자는 영조실록, 승정원일기, 한중록에 모두 기록이 없다. 1762년 사도세자 사후 궐밖으로 출궁되었으며, 정조 즉위 후 1776년 8월 무렵에는 생존해 있었다. 묘소는 남양주 이패동, 은신군 내외의 원래 묘소 근처에 있었으나 그녀의 묘소는 위치가 실전됐다. 경기도 김포 출신.

## 생애

### 초기 생애
본관은 부안이며, 통덕랑을 지낸 임창주(林昌周)와 김해 김씨의 딸이다. 조선 영조의 둘째 아들인 장조(사도세자)의 후궁으로, 《한중록》에 의하면 이름은 '유혜'라고 전해지며, 원래 궁인으로 있다가 1752년(영조 28년) 경 사도세자의 눈에 들어 임신을 하고, 종2품 양제에 봉해졌다.
그녀의 출신 배경에 대해서는 알려져 있지 않다. 아버지 임창주(林昌周)가 통덕랑인 것과, 어머니는 김해 김씨인 것만이 기록이 전하고, 그녀의 선조들에 대한 기록은 정확하지 않다.
경기도 김포시 양촌면과 통진면 일대에 그녀의 친정쪽 친족들이 20세기 초까지도 몇몇 거주하고 있었고, 그런 연유로 후일 아들 은언군의 첩들 중 한명인 전산군부인이 김포 양촌면(후일의 김포시 통진읍 마송리 산 13-48)에 묘를 쓰게 되었다. 유년시절과 입궐 시기는 기록이 없다.

### 사도세자의 후궁
사도세자는 혜경궁 홍씨의 한중록에 의하면 여러 궁녀를 가까이하려 했지만, 궁녀들이 듣지 않자 심하게 때려서 피가 흐르도록 구타했다 한다. 거절하는 여러 궁녀들을 구타하던 중 임씨를 만나게 됐다. 사도세자가 임씨를 후궁으로 처음 들인 날짜는 조선왕조실록, 승정원일기에도 없지만 혜경궁 홍씨의 한중록에도 등장하지 않는다. 세자는 그녀를 총애하여 임신했지만 곧 그녀를 외면하였다. 세자가 그를 후궁으로 취하여 자녀를 얻고 그 후 인원왕후전 궁녀 수칙 박씨 빙애를 후궁으로 삼았다 한다.
은언군 인, 은신군 진 두 아들을 두었으나 기록은 빈약하다. 혜경궁 홍씨의 한중록에 의하면, 부왕의 꾸중을 두려워한 사도세자는 그녀에게 낙태를 강요했다 한다. 그를 불쌍히 여긴 혜경궁 홍씨가 그를 돌봐주었다.
남편의 정처 혜경궁 홍씨가 그녀의 두 아들을 거두었다. 영조는 사도세자가 임씨를 후궁으로 삼은 일을 묵인하고, 그녀의 두 아들을 거둔 것을 두고 적(嫡) 둘째며느리 혜경궁 홍씨를 책망했으며, 인지상정에서 어긋난다고 지적하기도 했다. 어떤 연유에서인지 알 수 없으나 은언군, 은신군은 그녀의 친정보다 혜경궁의 친정과 교류했는데, 시전 상인에게 빚을 진 일 외에도 혜경궁의 친정아버지 홍봉한에게 돈을 받은 일로 영조의 눈밖에 나게 된다.

### 출궁 이후
그러나 양제 임씨는 1762년(영조 38년) 남편 사도세자가 뒤주 속에 갇혀 죽은 후 궁궐 밖으로 쫓겨났으며, 한때 그 작호도 깎였으나, 1767년 영조의 명으로 그가 살 집을 해조에 분부하여 한성에 자택을 마련해주었다. 이는 후일 양제궁으로 불렸으며 그녀의 장남 은언군 이인의 처 상산군부인 송씨 등이 한때 거주하였다. 1776년(정조 즉위년) 음력 8월 3일 정조의 명에 의해 양제로 복작되었다.
승정원일기에 1776년 8월 3일 호조판서 정홍순(鄭弘淳)이 양제방(良娣房)에 내릴 공궤(供饋, 음식)을 정한 규례대로 해줄 것을 상소하는 것으로 보아 1776년 8월 무렵에는 아직 생존해 있었다. 사망시점과 사망 원인은 기록이 없다.
증손자인 철종 재위기간 중 시호나 존호의 추상 여부는 알려져있지 않다.
남편 장조와의 사이에서 두 아들을 두었는데, 장남은 은언군(恩彦君)이고, 차남은 은신군(恩信君)이다. 은언군은 철종의 할아버지이며, 은신군은 고종이 왕위에 등극하기 이전의 법통상 증조부이다. 은언군의 직계는 영평군이 친자녀가 없이 죽고, 익평군의 서자 경은군은 두 아들을 낳았으나 그 종적이 모호하여 없어 소식을 알 수 없고, 철종은 아들 이융준이 어려서 죽고 철종 본인도 다른 자녀 없이 사망했으며, 철종의 딸 영혜옹주도 자녀가 없다. 당대에 자녀 없이 죽은 은신군 역시 직계가 단절되어 양자를 들였기에, 사실상 임씨의 후손들은 남아있지 않다.

### 사후
경기도 양주군 금촌(楊州郡金村) 이패리(二牌里, 현 남양주시 이패동 해질모루부락 서쪽) 계암(鷄巖)으로 이장되었다. 1779년(정조 3) 제주도에서 죽은 아들 은신군의 묘소가 그의 묘소 근처에 설치되면서 미금면 이패리 중 숙빈임씨, 은신군의 묘소가 있던 지역을 왕자궁(王子宮) 부락이라 부르게 되었다. 은신군은 후에 다시 양주군 화도면(후일의 남양주시 화도읍)으로 개장되었다. 그러나 숙빈 임씨의 묘소는 위치가 실전되었다.
묘비문을 지은 이와 비문을 쓴 이에 대한 기록도 없다.
1899년(고종 36년) 9월 12일 고종의 명에 따라 내명부 정1품 빈으로 추증되어 숙빈(肅嬪)에 봉해졌다..

## 가족 관계
- 아버지 : 임창주(林昌周)
- 어머니 : 김해 김씨(金海金氏)
- 남편 : 장조(莊祖, 1735년 ~ 1762년) - 사도세자
  - 장남 : 은언군 인(恩彦君 䄄, 1754년 ~ 1801년) - 철종의 조부
    - 손자 : 상계군 이담
    - 손자 : 이창순
    - 손자 : 이창덕
    - 손자 : 풍계군 이당, 이복 숙부 은전군 찬의 양자로 입양
    - 서손자 : 이성득
    - 서손자 : 이철득
    - 서손자 : 요절
    - 서손자 : 전계대원군 이광

  - 차남 : 은신군 진(恩信君 禛, 1755년 ~ 1771년) - 고종의 양증조부